# Humedal Tubul-Raqui
El humedal Tubul-Raqui es un ambiente húmedo ubicado entre los ríos Tubul y Raqui, en la costa sur de la bahía de Arauco. Se considera el sistema de humedales más grande de la Región del Biobío, con una extensión de 2238 hectáreas. En 2009 fue decretado como Bien Nacional por el Ministerio de Bienes Nacionales. Además, el humedal sufrió un cambio geomorfológico en el terremoto del 2010. 

## Terremoto del 2010
El humedal fue afectado por el terremoto y tsunami del 27 de febrero del 2010, sufriendo un dramático cambio en parte de su geomorfología y ecosistema. El evento natural generó un alzamiento vertical del terreno de casi 1,6 metros sobre el nivel del mar, alcanzando en algunos puntos los 2.000 metros. El alzamiento del terreno impide el ingreso del agua, secando algunos canales interiores y provocando la pérdida de especies.

.